# Feldhockey-Weltmeisterschaft der Damen 1978
Die Feldhockey-Weltmeisterschaft der Damen 1978 war die dritte Ausgabe der FIH-Veranstaltung. Sie fand vom 16. bis zum 24. September 1978 in Madrid statt. Die Vorrunde wurde in zwei Gruppen, anschließend die Platzierungsspiele und die Halbfinale ausgespielt.

## Vorrunde

### Gruppe A
| Rang | Land           | Spiele | S | U | N | Tore | Punkte |
| ---- | -------------- | ------ | - | - | - | ---- | ------ |
| 1    | BR Deutschland | 4      | 4 | 0 | 0 | 22:1 | 8      |
| 2    | Belgien        | 4      | 2 | 0 | 2 | 4:4  | 4      |
| 3    | Japan          | 4      | 2 | 0 | 2 | 6:9  | 4      |
| 4    | Spanien        | 4      | 2 | 0 | 2 | 7:10 | 4      |
| 5    | Nigeria        | 4      | 0 | 0 | 4 | 3:18 | 0      |

| Mannschaft 1 | Mannschaft 2 | Ergebnis |
| ------------ | ------------ | -------- |
| Belgien      | Deutschland  | 0:1      |
| Belgien      | Spanien      | 1:0      |
| Belgien      | Nigeria      | 1:0      |
| Belgien      | Japan        | 2:3      |
| Nigeria      | Japan        | 1:2      |
| Spanien      | Japan        | 2:1      |
| Deutschland  | Japan        | 4:0      |
| Deutschland  | Spanien      | 7:0      |
| Deutschland  | Nigeria      | 10:1     |
| Spanien      | Nigeria      | 5:1      |

### Gruppe B
| Rang | Land             | Spiele | S | U | N | Tore | Punkte |
| ---- | ---------------- | ------ | - | - | - | ---- | ------ |
| 1    | Niederlande      | 4      | 4 | 0 | 0 | 15:3 | 8      |
| 2    | Argentinien      | 4      | 3 | 0 | 1 | 6:4  | 6      |
| 3    | Indien           | 4      | 1 | 1 | 2 | 4:7  | 3      |
| 4    | Kanada           | 4      | 1 | 1 | 2 | 4:8  | 3      |
| 5    | Tschechoslowakei | 4      | 0 | 0 | 4 | 2:9  | 0      |

| Mannschaft 1 | Mannschaft 2     | Ergebnis |
| ------------ | ---------------- | -------- |
| Indien       | Tschechoslowakei | 1:0      |
| Indien       | Kanada           | 1:1      |
| Indien       | Niederlande      | 1:4      |
| Indien       | Argentinien      | 1:2      |
| Argentinien  | Tschechoslowakei | 2:1      |
| Argentinien  | Kanada           | 1:0      |
| Argentinien  | Niederlande      | 1:2      |
| Niederlande  | Tschechoslowakei | 3:1      |
| Niederlande  | Kanada           | 6:0      |
| Kanada       | Tschechoslowakei | 3:0      |

## Platzierungsspiele
Spiel um Platz 9
| ČSSR | – Nigeria | 4:0 |

Spiele um Platz 5–8
| Spanien | – Kanada | 0:3 |

| Japan | – Indien | 3:0 |

Spiel um Platz 7
| Indien | – Spanien | 1:0 |

Spiel um Platz 5
| Kanada | – Japan | 4:0 |

## Finalspiele
Halbfinale
| Argentinien | – BR Deutschland | 0:1 |

| Belgien | – Niederlande | 0:6 |

Spiel um Platz 3
| Argentinien | – Belgien | 0:0 |

Finale
| BR Deutschland | – Niederlande | 0:1 |

## Endklassement
| Platz | Land             |
| ----- | ---------------- |
| 1     | Niederlande      |
| 2     | BR Deutschland   |
| 3     | Belgien          |
| 3     | Argentinien      |
| 5     | Kanada           |
| 6     | Japan            |
| 7     | Indien           |
| 8     | Spanien          |
| 9     | Tschechoslowakei |
| 10    | Nigeria          |

## Weltmeisterinnen
Cathy Woudenberg-Schröder, Det de Beus, Margriet Bleijerveld, Toos Bax, Fieke Boekhorst, Suzan Bekker, Sandra Le Poole, Irene Hendriks, Maria Mattheussen-Fikkers, Elsemiek Hillen, Sophie von Weiler, Nel van Kollenburg, Lisette Sevens, Anneke van Puffelen, Madelon Belien, Julien Mahler

## Weblink
- WM 1978 auf FIH.ch